# RationalWiki

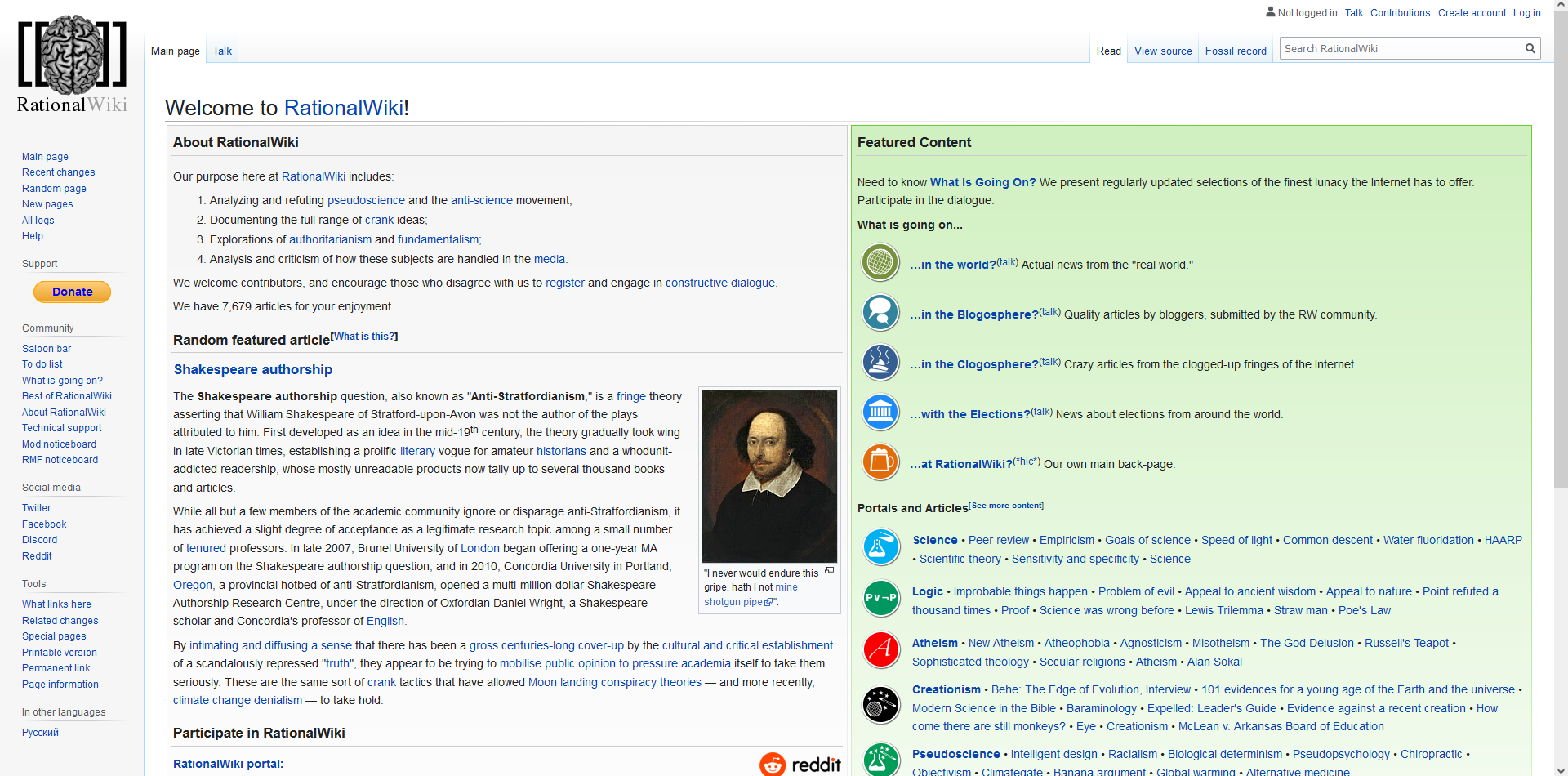
Hauptseite der RationalWiki (2019)

RationalWiki ist ein hauptsächlich englischsprachiges Wiki-Projekt im Stile einer Enzyklopädie, auch wenn sich das Projekt nicht als eine solche definiert. Laut eigenen Angaben ist es das erklärte Ziel des Projekts, „Pseudowissenschaft und die Anti-Wissenschafts-Bewegung zu analysieren und zu widerlegen, verschrobene Ideen zu dokumentieren, Verschwörungstheorien, Autoritarismus und Fundamentalismus zu erforschen und zu analysieren, wie diese Themen in den Medien behandelt werden.“ RationalWiki wurde 2007 als Gegengewicht zur Conservapedia gegründet, nachdem einige Benutzer dort gesperrt wurden. Das Projekt wird von der gemeinnützigen RationalMedia Foundation mit Sitz in New Mexico in den Vereinigten Staaten verwaltet und beruht auf der quelloffenen Software MediaWiki. Die Inhalte der Website werden unter der Creative-Commons-Lizenz veröffentlicht.

## Geschichte
Im Jahre 2007 versuchte Peter Lipson, ein Arzt für innere Medizin, den Conservapedia-Artikel über Brustkrebs so zu bearbeiten, dass er Beweise gegen die Behauptung von Conservapedia enthielt, Abtreibung stehe in Zusammenhang mit dieser Krankheit. Conservapedia ist eine Enzyklopädie, die von Andy Schlafly als Alternative zu Wikipedia gegründet wurde, die Schlafly als linksliberal und atheistisch voreingenommen ansah. Der Versuch, den Artikel zu bearbeiten, führte allerdings zur Verbannung Lipson von der Conservapedia. Als Reaktion wurde im April 2007 die RationalWiki ins Leben gerufen, welche als „rationaler“ Gegenentwurf zur Conservapedia fungieren sollte. Die Seite wurde anfangs von einer Privatwohnung aus gehostet. 2010 wurde die RationalWiki Foundation zur Verwaltung der Angelegenheiten und zur Deckung der Betriebskosten der Website als Non-Profit-Organisation registriert.

## Ausrichtung
Laut eigener Angaben verfolgt das Projekt vier Ziele:
- Analyse und Widerlegung von Pseudowissenschaft und der Anti-Wissenschaftsbewegung;

- Dokumentation des gesamten Spektrums verschrobener Ideen;

- Erforschung von Autoritarismus und Fundamentalismus;

- Analyse und Kritik des Umgangs mit diesen Themen in den Medien.

RationalWiki unterscheidet sich in mehrfacher Hinsicht von der Philosophie von Wikipedia und einigen anderen Informations-Wikis. Es wird von einem selbst bezeichneten „bissigen Standpunkt“ und „wissenschaftlichen Standpunkt“ (beide abgekürzt als SPOV) und nicht von einem "neutralen Standpunkt" (NPOV) aus geschrieben und enthält Meinungen, Spekulationen und originäre Forschung. Viele RationalWiki-Artikel beschreiben spöttisch Überzeugungen, die RationalWiki ablehnt, insbesondere wenn sie Themen wie alternative Medizin oder fundamentalistische Christen behandeln. Die RationalWiki wird damit häufig als linksliberaler Gegenentwurf zur Conservapedia angesehen und gilt als nicht neutral.

## Rezeption
Die RationalWiki wurde in etablierten Medien wie The Guardian und akademischen Publikationen als Quelle und Referenz zitiert. Laut Untersuchungen aus dem Jahr 2015 gehörte das Projekt zu den führenden Onlinequellen zur Entlarvung von Verschwörungstheorien.